# دوشنبه مجازی
دوشنبه مجازی (به انگلیسی: Cyber Monday) یک روز پر از تخفیف برای کالاهای فروشگاه اینترنتی است که خرده فروشان آنلاین در جهت فروش بیشتر و انبارگردانی همانند روز جمعه سیاه برروی کالاهای خود تخفیف قرار می‌دهند و مردم می‌توانند به راحتی با دسترسی به اینترنت کالای مورد نیار خود را در این روز تهیه کنند.
دوشنبه مجازی، دوشنبه بعد از روز شکرگزاری می‌باشد که هر ساله در ایالت متحده آمریکا برگزار می‌شود؛ که توسط چندین فروشگاه اینترنتی در سال ۲۰۰۵ آغاز شد. نام گذاری دوشنبه مجاری توسط آلن دیویس و اسکات سیلورمن برای اولین بار انتخاب شد و به سرعت پخش و رشد کرد

## میزان فروش دوشنبه مجازی
گزارش فروش فروشگاه‌های اینترنتی در دوشنبه
| سال  | روز       | میزان فروش | میران تغییر |
| ---- | --------- | ---------- | ----------- |
| ۲۰۰۶ | ۲۷ نوامبر | ۶۱۰$       | ۲۰ +        |
| ۲۰۰۷ | ۲۶ نوامبر | ۷۳۰$       | ۱۶ +        |
| ۲۰۰۸ | ۱ دسامبر  | ۸۴۶$       | ۵ +         |
| ۲۰۰۹ | ۳۰ دسامبر | ۸۴۷$       | ۱۶+         |
| ۲۰۱۰ | ۲۹ نوامبر | ۱۰۲۷$      | ۲۲+         |
| ۲۰۱۱ | ۲۸ نوامبر | ۱۲۵۸$      | ۱۷+         |
| ۲۰۱۲ | ۲۶ نوامبر | ۱۴۶۵$      | ۱۸ +        |
| ۲۰۱۳ | ۲ دسامبر  | ۱۷۳۵$      | ۱۷ +        |
| ۲۰۱۴ | ۱ دسامبر  | ۲۰۳۸$      | ۱۲ +        |
| ۲۰۱۵ | ۳۰ نوامبر | ۲۲۸۰$      | ۱۲ +        |
| ۲۰۱۶ | ۲۸ نوامبر | ۳۴۵۰$      | ۱۷+         |

### رکورد شکنی‌ها در دوشنبه مجازی
فروش دوشنبه مجازی در ۱۳ سال اخیر به رقم ۶٫۵۹ میلیارد دلار رسید و رکورد فروش آنلاین را در دنیا شکست و از همین رو فروش عالی سایت آمازون توانست مدیر این شرکت را یعنی جف بیزوس را به ثروتمندترین فرد روی جهان برساند. در سال ۲۰۱۶ میزان فروش تنها در آمریکا ۵٫۰۳ میلیارد دلار بود است و کالاهای پرفروش در دوشنبه مجازی، سوئیچ نینتندو، اسباب بازی و موبایل و تبلت بوده‌اند.

## تفاوت بین دوشنبه مجازی و جمعه سیاه
1. دوشنبه مجازی (سایبر ماندی) فضای شادتری دارد
2. زمان کمتری برای سفارش و خرید لازم است
3. عدم انتظار در پشت در فروشگاه
4. اکثر فروش‌ها در کمتر از ۲۴ ساعت انجام می‌شوند
5. سایبر ماندی بیشترین میزان فروش آنلاین را دراختیار دارد
6. فروشگاه‌های متنوعی در سایبر ماندی شرکت خواهند کرد
7. طرفداران مد از سایبر ماندی استقبال می‌کنند.[۳]